# Ernst Mally
Ernst Mally (Alemão:['mali]; Kranj, 11 de outubro de 1879 – Schwanberg, 8 de março de 1944) foi um filósofo austríaco afiliado a
então chamada Graz School of phenomenology (Escola de Graz de fenomenologia, em tradução livre). Foi pupilo
de Alexius Meinong, ele foi um dos fundadores da lógica deôntica e é principalmente conhecido por
suas contribuições nesse campo de pesquisa.

## Vida
Mally nasceu na cidade de Kranj (em alemão: Krainburg) no Ducado da Carníola, Austria-Hungria (atualmente Eslovénia). Seu pai era de origem eslava, mas se identificava com a cultura austro-germânica (Ele também germanizou a ortografia de seu sobrenome, originalmente escrito Mali, um
sobrenome comum da Alta Carniola). Após sua morte, a família para a capital da Carniola, Liubliana (alemão: Laibach). Lá, Ernst estudou no prestigioso Ginásio de Língua Alemã de Liubliana. Quando jovem, Mally
se tornou um grande apoiador do movimento nacionalista Pangermanista de Georg Ritter von Schönerer.
Durante o mesmo período, ele se interessou por filosofia.
Em 1898 se matriculou na Universidade de Graz, onde estudou filosofia sob a supervisão de Alexius Meinong,
também como física e matemática, especializando-se em lógica formal. Terminou a graduação em 1903 com uma
dissertação intitulada de Untersuchungen zur Gegenstandstheorie des Messens (Investigações na Teoria
de Objetos de Mensuração, em tradução livre). Em 1906 ele começou a ensinar em uma escola de ensino médio em Graz,
ao mesmo tempo trabalhava como assistente de Meinong na universidade. Ele também mantinha contato com o Laboratório de
Psicologia Experimental, fundado por Meinong. Em 1912, Ele escreveu sua dissertação Gegenstandstheoretische Grundlagen
der Logik und Logistik (Bases Objeto-teoricas para Lógica e Logísticas, em tradução livre) com Meinong como supervisor, para poder lecionar na universidade.
De 1915 até 1918 ele serviu como um oficial no Exército Austro-húngaro. Depois do término da Primeira Guerra Mundial,
Mally se afiliou ao Großdeutsche Volkspartei (Abreviado GDVP, um partido Alemão nacionalista), que clamava pela unificação da
Áustria Alemã com a Alemanha. No mesmo período, ele começou a lecionar na universidade e em 1925 ele tomou a posição
de Meinong. em 1938 ele se tornou um membro da Associação Nacional Socialista de Professores e dois meses depois do Anschluss ele
ingressou no Partido Nacional Socialista dos Trabalhadores Alemães. Ele continuou a ensinar durante a administração nazista da
Áustria até 1942, quando se aposentou. Ele morreu em 1944, em Schwanberg (Weststeiermark).

## Trabalho

### Lógica deôntica de Mally
Mally foi o primeiro lógico a tentar uma axiomatização da ética. Ele usou 5 Axiomas, mostrados abaixo. Eles forma uma lógica de primeira ordem que quantifica sobre proposições. Precisa-se entender alguns predicados de antemão. !x significa que x pode ser
o caso. Ux significa que x é incondicionalmente obrigatório, e.g. que !x é necessariamente verdade. ∩x significa que x é
incondicionalmente proibido, e.g. U(¬x). A f B é a relação binária A requer B, e.g. A materialmente implica !B. Toda consequência lógica nos axiomas é condicional material, Isso é definido pelo axioma III, enquanto que todos os outros termos são definidos
como preliminares.
{\displaystyle {\begin{array}{rl}{\mbox{I.}}&((A\;\operatorname {f} \;B)\And (B\to C))\to (A\;\operatorname {f} \;C)\\{\mbox{II.}}&((A\;\operatorname {f} \;B)\And (A\;\operatorname {f} \;C))\to (A\;\operatorname {f} \;(B\And C))\\{\mbox{III.}}&(A\;\operatorname {f} \;B)\leftrightarrow \;!(A\to B)\\{\mbox{IV.}}&\exists U\;!U\\{\mbox{V.}}&\neg (U\;\operatorname {f} \;\cap )\end{array}}}
note os quantificadores universais implícitos no axiomas acima.
O quarto axioma confunde alguns lógicos pelo fato de sua formulação não ser como a que esperavam, já que Mally atribuía a cada axioma
uma descrição também em palavras, e ele disse que o axioma IV significava "a obrigatoriedade incondicional é obrigatória", e.g. (como
muitos lógicos insistem) UA → !A. Porém, no axioma V falta o objeto ao qual se aplica o predicado, aparentemente um erro tipográfico.
Contudo, acontece que esse foi a menor das preocupações de Mally.

### Falha da lógica deôntica de Mally
Teorema: Essa axiomatização da lógica deôntica implica que !x se e somente se x é verdade, OU !x é insatisfatível. Isso a torna inútil para lógicos deônticos, prova: usando o axioma III, o axioma I pode ser reescrito como (!(A → B) & (B → C)) → !(A → C). Como B → C é verdade em qualquer caso que C seja verdade, uma consequência imediata é que
(!(A → B) → (C → !(A → C))). em outras palavras, se A requer B, A requer qualquer afirmação verdadeira. No caso especial em que A é tautologia, o teorema tem consequência (!B → (C → !C)).
Portanto, se pelo menos uma afirmação seja verdadeira, toda afirmação deve implicar materialmente ela para ser verdade, e então toda
afirmação verdadeira deve ser verdade. Para o inverso (e.g. se alguma afirmação deve ser verdade então todas as afirmações que devem ser
verdade são verdade), considere a seguinte lógica: ((U → !A) & (A → ∩)) → (U → !∩) é um caso especial do axioma I, porém sua consequência contradiz
o axioma V, e também ¬((U → !A) & (A → ∩)). o resultado !A → A pode ter sua origem mostrada a partir disso, tendo em conta que !A implica que
U → !A e ¬A implica que A → ∩; e, como esses não são ambos verdadeiros, nós sabemos que !A → A.
Mally pensou que o axioma I era autoevidente, mas ele provavelmente o confundiu com uma alternativa onde a implicação B → C é lógica, que de fato faria o axioma autoevidente. O teorema acima, por outro lado, não seria demonstrável. O teorema foi provado por Karl Menger, o próximo lógico deôntico. Nem os axiomas originais de Mally tampouco uma modificação que evita esse resultado são populares atualmente. O neto de Mally, Thomas, está atualmente tentando provar as teorias de seu avô na Universidade Emory.